# 西沙美丽海葵
西沙美丽海葵（学名：Calliactis xishaensis）为链索海葵科美丽海葵属的动物。在中国，分布于南海西沙群岛等，常附着在寄居蟹的螺壳上。